# 鱘科
鲟科（Acipenseridae）是鲟形目下的一個科，其下有4屬共25种魚類，其中阿拉巴马铲鲟和锡尔河拟铲鲟正面临灭绝的风险甚至可能已经灭绝。鱘魚生活在海洋和大的河流、湖泊中，体长可達數米。其化石記錄可追溯到2.45至2.08億年前的三疊紀時期。匙吻鲟和白鱘雖然與鱘科魚類很像，但實際屬於不同的科。不過所有的這些鱘魚因爲化石記錄久遠，都被稱為活化石。鱘生活在歐亞大陸和北美洲的亞熱帶、溫帶及亞寒帶水域中。
鲟科的鱼口前有四须和口排长一横列，生活在海中的一般春季向大江河中洄游产卵。性成熟较迟，因为被人类捕获的多，面临灭绝的危险，现在许多国家都加以保护。

## 生命週期
鱘科的魚類都很長壽，一般能活50到60年，15到20歲時才開始產卵。它們並非每年都產卵，產卵需要滿足特定的環境要求，比如適當的春季光周期、乾淨的水質和碎石河床。一條鱘魚一次能產下10萬至300萬枚卵，但並非所有卵都會受精。卵附著於河床，在8至15日後孵化。它們順著河流進入海洋，在那裡度過一年。一年後體長可達18—20（7.1—7.9英寸），並返回河流中。

## 下级分类
鲟科有4属23种，中国有2属，包括以下属：
- 鱘屬 Acipenser Linnaeus, 1758
- 鳇属 Huso Brandt & Ratzeburg, 1833
- 铲鲟属 Scaphirhynchus Heckel, 1836
- 拟铲鲟属（英语：Pseudoscaphirhynchus） Pseudoscaphirhynchus Nikolskii, 1900
- †原铲鲟属 Protoscaphirhynchus Wilimovsky, 1956
- †扁鲟属 Priscosturion Grande & Hilton, 2009